# كريستوف أمير هسن
كريستوف أمير هسن هو كريستوف ارنست أغسطس، ولد في 14 مايو 1901 بمدينة فرانكفورت، وتوفي في 7 أكتوبر 1943 في حادث تحطم طائرة أثناء حرب قرب إيطاليا. كان ابن شقيق القيصر فيلهلم الثاني. وكان ضابطاً في قوات الأمن الخاصة (SS) برتبة أوبرفويرر، وضابطاً في احتياطي سلاح الجو الألماني (لوفتفافه)، صهره الأمير فيليب من اليونان والدنمارك، الذي حارب في صفوف البريطانيين. وتزوج من الملكة إليزابيث الثانية المستقبلية بعد الحرب.

## نشأته
وُلِد الأمير كريستوف في فرانكفورت، وكان الابن الخامس للأمير فريدريش كارل والأميرة مارغريت من بروسيا. وُلد توأمًا مع الأمير ريتشارد. كان والده، فريدريش كارل، أحد أفراد عائلة هيس، وقد تم انتخابه ملكًا على فنلندا في عام 1918 عندما أعلنت فنلندا استقلالها بعد انهيار الإمبراطورية الروسية. ومع ذلك، أدت الانتصارات الكبيرة للجمهوريين في الانتخابات البرلمانية الفنلندية عام 1919 إلى إنهاء أي طموحات بشأن إقامة ملكية فنلندية.
أما والدته فكانت ابنة الإمبراطور فريدريش الثالث والأميرة فيكتوريا، الأميرة الملكية. وبالتالي كان الأمير كريستوف من أحفاد الملكة فيكتوريا والأمير ألبرت من ساكس-كوبورغ وغوثا. كان للأمير كريستوف عدة إخوة، بما في ذلك الأمير فيليب والأمير ولفغانغ. وقد توفي شقيقاه الأكبران، فريدريش فيلهلم وماكسيميليان، في الحرب العالمية الأولى.

## المسيرة والموت
كان الأمير كريستوف مديرًا في وزارة القوات الجوية في الرايخ الثالث، وقائدًا للاحتياط الجوي، وحصل على رتبة "أوبرفويرر" في قوات الأمن الخاصة (SS). انضم شقيقه الأمير فيليب إلى ميليشيا SA التابعة لهتلر. ولم يكن هؤلاء الأفراد الوحيدين في العائلة الذين تبنوا الفكر النازي؛ فقد كانت والدته "موسي" (أخت القيصر فيلهلم الثاني) قد دعت أدولف هتلر إلى شاي في منزلها ورفعت شعار الصليب المعقوف من قصرها في شلوس كرونبرغ.
وفقًا للمؤرخ هوجو فيكرز، أصبح الأمير كريستوف "مخيبًا" من الحزب النازي بحلول وقت اغتيال راينهارد هايدريش في عام 1942. وقال لوالدته: "موت رجل معين خطر وقاسي هو أفضل خبر سمعته منذ فترة طويلة."
خدم الأمير كريستوف في مكتب أبحاث لوفتفافه، وفي عام 1942، انضم إلى طاقم وحدة مقاتلة، "ياغدغيشوادر 53"، وكان مركزه في الغالب في تونس وصقلية، مع مهمات إلى مالطا.
بعد غزو الحلفاء لإيطاليا، تم استدعاء كريستوف للعودة إلى ألمانيا، لكنه قُتل خلال عودته. في 7 أكتوبر 1943، تحطمت طائرته، وهي طائرة سيبل 104، بسبب اصطدامها بتل في جبال الأبينيني، على بعد 30 كم جنوب غرب فورلي في إيطاليا. تم العثور على جثتيه وجثة مساعده الطيار فيلهيلم جستيو بعد يومين، ودفنا في مقبرة عسكرية ألمانية قرب فورلي. في عام 1953، تم نقل الجثمان إلى كرونبرغ في تاونوس.